# Ali Sabri
Ali Sabri (arabe : على صبرى, API : [ˈʕæli ˈsˤɑbɾi]) (né en 1920 – mort le 3 août 1991 au Caire) est un homme d'État égyptien d'origine turque. Chef du Service de renseignement général égyptien de 1956 à 1957, il est Premier ministre d'Égypte (en) de septembre 1962 à octobre 1965.
Lors du décès de Gamal Abdel Nasser en 1970, Anouar el-Sadate est président par intérim et Ali Sabri est considéré comme le successeur le plus probable.
Il réclame d'ailleurs après quelques mois le poste de président. Sadate est bien seul, mais ce qui le sauve c'est que le général Mohieddine, écarté du pouvoir par Nasser, le réclame aussi.
Ali Sabri est l'homme des Soviétiques, Mohieddine avait été écarté du pouvoir par Nasser qui le trouvait trop pro-occidental, sur les conseils de son ministre de l'intérieur Charaoui Gomaa.
Les deux concurrents s'annulent sur des politiques extérieures opposées.
Il faut ajouter le puissant clan Gomaa qui tient toutes les polices et les gouvernements de provinces, qui est apolitique et veut seulement le pouvoir pour le pouvoir.
Ce clan prépare un coup d'état contre Sadate, et Sabri espère en profiter ensuite, ce qui lui vaudra d'être emprisonné avec les comploteurs le 14 avril 1971.
Les Soviétiques essaieront sans succès d'obtenir sa libération avant son procès. Sadate exigera en échange des armes que les Soviétiques ne s'engagent pas à lui donner.

En même temps Sadate libère tous les prisonniers politiques, - des dizaines de milliers - mis en prison par Gomaa, et qui, en dehors d'innocents dénoncés à tort, sont tous des communistes et des frères musulmans.